# لارس أهلفورس
لارس أهلفورس  (بالفنلندية: Lars Valerian Ahlfors)‏ هو عالم رياضيات فلندي ولد في 18 أبريل 1907 في هلسنكي, دوقية فنلندا الكبرى وتوفي في 11 أكتوبر 1996 (89 سنة)

، اشتهر بعمله على سطح ريمان حائز على جائزة وسام فيلدز.

## وصلات خارجية
- الموقع الرسمي لجائزة وسام فيلدز